# 1981年の宝塚歌劇公演一覧
本項目では、1981年の宝塚歌劇公演一覧（1981ねんのたからづかかげきこうえんいちらん）について示す。

## 宝塚大劇場公演
（）内は、作者または演出者名。参考資料は90年史。

### 月組
- 1月1日 - 2月11日
  - 『ジャンピング!』（村上信夫）
  - 『新・源氏物語』（柴田侑宏　脚本・演出）

### 星組
- 2月13日 - 3月24日
  - 『小さな花がひらいた』（柴田侑宏　脚本・演出）
  - 『ラ・ビ・アン・ローズ』（横澤英雄）

### 花組
- 3月26日 - 5月12日
  - 『宝塚春の踊り<花の子供風土記>』（植田紳爾）
  - 『恋天狗』（植田紳爾）
  - 『ファースト・ラブ』（岡田敬二）

### 雪組
- 5月15日 - 6月23日
  - 『彷徨のレクイエム』（植田紳爾、阿古健　演出）

### 月組
- 6月26日 - 8月11日
  - 『白鳥の道を越えて』（阿古健　翻案・演出）
  - 『ザ・ビッグ・アップル』（酒井澄夫）

### 星組
- 8月13日 - 9月29日
  - 『海鳴りにもののふの詩が』（植田紳爾）
  - 『クレッシェンド!』（小原弘稔）

### 花組
- 10月2日 - 11月10日
  - 『エストレリータ』（柴田侑宏）
  - 『ジュエリー・メルヘン』（横澤英雄）

### 雪組
- 11月13日 - 12月20日
  - 『かもめ翔ぶ海』（菅沼潤）
  - 『サン・オリエント・サン』（草野旦）

## 東京公演
（）内は、作者または演出者名。参考資料は90年史。

### 雪組
- 3月4日 - 3月30日　東京宝塚劇場
  - 『花の舞拍子』（花柳寿楽、酒井澄夫　脚本・演出）
  - 『青き薔薇の軍神(マルス)』（柴田侑宏　脚本・演出）

### 月組
- 4月3日 - 4月29日　東京宝塚劇場
  - 『ジャンピング!』（村上信夫）
  - 『新源氏物語』（柴田侑宏　脚本・演出）

### 花組
- 7月2日 - 7月29日　東京宝塚劇場
  - 『友よこの胸に熱き涙を』（植田紳爾、阿古健　演出）
  - 『ファースト・ラブ』（岡田敬二）

### 雪組
- 8月2日 - 8月30日　東京宝塚劇場
  - 『彷徨のレクイエム』（植田紳爾、阿古健　演出）

### 月組
- 10月2日 - 10月28日　新宿コマ劇場
  - 『白鳥の道を越えて』（阿古健　翻案・演出）
  - 『ザ・ビッグ・アップル』（酒井澄夫）

### 星組
- 11月3日 - 11月29日　東京宝塚劇場
  - 『海鳴りにもののふの詩が』（植田紳爾）
  - 『クレッシェンド!』（小原弘稔）

### 花組
- 12月4日 - 12月27日　東京宝塚劇場
  - 『エストレリータ』（柴田侑宏）
  - 『ジュエリー・メルヘン』（横澤英雄）

## 宝塚バウホール公演
（）内は、作者または演出者名。参考資料は90年史。

### 雪組
- 1月2日 - 1月18日
  - 『恋の特ダネ』（大関弘政）

### 花組
- 2月7日 - 2月15日
  - 『恋の特ダネ』（大関弘政）

### 月組
- 2月27日 - 3月10日
  - 『ディーン』（岡田敬二　脚本・演出）

### 星組
- 4月1日 - 4月12日
  - 『Sing, Sing, Sing!』（酒井澄夫　構成・演出）

### 花組
- 5月24日 - 6月7日
  - 『ミステリー・ラブ』（三木章雄）

### 星組
- 6月14日 - 6月29日
  - 『暁のロンバルディア』（正塚晴彦）

### 花組
- 8月16日 - 8月26日
  - 『YOU・ME（ゆめ）』（草野旦　構成・演出）

### 雪組
- 9月20日 - 10月5日
  - 『暁のロンバルディア』（正塚晴彦）

### 月組
- 11月22日 - 12月7日
  - 『天明ふぁんたじい』（大関弘政）

## その他の日本公演
（）内は、作者または演出者名。参考資料は90年史。

### 花組
- 2月7日 - 2月16日　名古屋・中日劇場
  - 『花小袖』（植田紳爾）
  - 『ザ・スピリット』（小原弘稔）

### 星組
- 4月29日 - 5月16日　神戸ポートピア'81会場内国際広場
  - 『宝塚グランド・フェスティバル』（内海重典、酒井澄夫　構成・演出）

- 5月1日 - 5月5日　福岡市民会館
  - 『美しき忍びの季節<響け!わが歌・改題>』（菅沼潤）
  - 『ニュー・ファンシー・ゲーム』（三木章雄）

- 5月7日 - 5月22日　中津川、奈良、福山、備前、広島、柏、浜松、豊橋、多治見、青森、三沢、八戸、盛岡
  - 『美しき忍びの季節<響け!わが歌・改題>』（菅沼潤）
  - 『ニュー・ファンシー・ゲーム』（三木章雄）

- 6月6日 - 6月28日　一宮、小牧、横浜、西尾、諫早、菊池、大川、唐津、熊本、呉、岡山、北九州八幡、小倉、飯塚、那覇、沖縄
  - 『美しき忍びの季節<響け!わが歌・改題>』（菅沼潤）
  - 『ニュー・ファンシー・ゲーム』（三木章雄）

### 花・月組
- 5月22日 - 5月24日　大阪・毎日ホール
  - 『第18回宝塚フェスティバル』

### 花組・特別
- 7月1日　東京宝塚劇場
  - 『I LOVE MUSIC』（草野旦）

### 月組
- 8月28日 - 8月30日　名古屋・中日劇場
  - 『宝塚ゴールデン・ステージ』

### 雪組
- 9月13日 - 10月4日　釧路、富良野、滝川、留萌、富山、敦賀、武生、豊田、岡山、藤沢、習志野、静岡、岐阜、福山、宇都宮、須賀川、仙台
  - 『彷徨のレクイエム』（植田紳爾、阿古健　演出）